# Chancelaria
Chancelaria es una freguesia portuguesa del municipio de Alter do Chão, com 73,50 km² de extensión y 536 habitantes (2001). Densidad: 7,3 hab/km².
Los orígenes de Chancelaria denotan una antigüedad remota, hasta tiempos remotos, como atesta el conjunto de restos arqueológicos distribuidos en diversos puntos del municipio. Los colonos llegados de Roma le dieron el nombre de Vila Facaia, cambiado posteriorermente a Vila Formosa.
En la carta foral, firmada en Lisboa el 1 de julio de 1518 durante el reinado de Manuel I consta que:
"Posto que no dito lugar nam aja memória de foral por onde os direitos reais da villa se ouvessem pagar, os lavradores e quaaesquer outros que lavram na dita villa e termo pagam um quarteiro de trigo de quinze alqueires e que ho que ouver de medir o pam sobredito seia pessoa a prazer do senhorio e das partes".
Traducido: "Aunque en el citado lugar no hay carta en la que se paguen los derechos reales de la villa, los labradores y cualesquiera otros que trabajen en dicha villa y sus lindes pagan un cuarto de trigo de quince fanegas y quien medirá el citado pan será una persona a gusto del arrendador y de las partes".
En esta carta se estipulaban los derechos y obligaciones de sus moradores, así como las penas y multas a las que estaban sujetos quienes infringiesen las leyes del municipio. 
El Municipio de Chancelaria disponía de dos jueces ordinarios, tres veedores, un procurador, escribanos, porteros y otros funcionarios necesarios para su administración. También tenía un capitán encargado de supervisar la seguridad civil y el crimen, así como el mando de una compañía de ordenanzas.

## Etimología
Según el Álbum Alentejano (1932) de Ángelo Monteiro sobre el nombre de esta freguesia:
"Del nombre Chancelaria", no aparece como tal en los mapas, no consta este nombre en las páginas de la hoja oficial y para todo y todos, de la obsoleta Chancelaria, en obediencia ciertamente a la ley del menor es fuerzo y por la permanencia de las sílabas terminales se formó la actual Chança.[...] El nombre Chancelaria tiene origen en la división de los respectivos terrenos en propiedades libres designadas por las heredades libres -y esto por la circunstancia de pasar sucesivametne de padres a hijos -y que, establecidas por D. Alfonso III en resultado de sus medidas agrarias, pagaban una contribución determinada que recibía el nombre de chancelaria".''